# Megachile ramulipes
Megachile ramulipes är en biart som beskrevs av Cockerell 1913. Megachile ramulipes ingår i släktet tapetserarbin, och familjen buksamlarbin. Inga underarter finns listade i Catalogue of Life.